# Saybolt Universal Second
Saybolt Universal Second, indicata spesso con SUS o SSU è un'unità di misura della viscosità cinematica data dalla lettura dei viscosimetri Saybolt. L'unità indica i secondi impiegati da una data quantità di olio per fluire attraverso un capillare a una certa temperatura; le temperature tipicamente usate erano 40 °C, 100 °C, 100 °F, 210 °F. Questa unità di misura è ormai poco usata, quasi solo per indicare i vari tagli di oli base.
L'unità di misura divisa per dieci prende il nome di Saybolt Furol Second, indicato spesso con SSF o SFS:
{\displaystyle {\text{Saybolt Furol second}}={\frac {\text{Saybolt Universal second}}{10}}}